# 윤복
윤복(尹復, 1512년 ~ 1577년)은 조선의 문신이다. 본관은 해남(海南). 자는 원례(元禮), 호는 석문(石門) 또는 행당(杏堂)이다.

## 생애
1512년 전라도 해남에서 생원 윤효정(尹孝貞)의 넷째 아들로 태어났다.
1534년(중종 29) 생원이 되고, 1538년 별시문과에 을과로 급제하여 1547년(명종 2) 부안현감으로 부임하였다. 이어 전라도사를 거쳐 1552년 낙안군수가 되었다. 한산군수·광주목사(光州牧使)·선공감부정(繕工監副正) 등을 역임하였다. 1565년 안동대도호부사로 부임하여, 예안에 거주하던 이황(李滉)과 교유하였다. 1573년 승정원 좌·우부승지를 거쳐 충청도관찰사를 지냈다.